# Alex Collins
Alex Collins (Fort Lauderdale, Florida; 26 de agosto de 1994-Lauderdale Lakes, Florida; 13 de agosto de 2023) fue un jugador de fútbol americano estadounidense que jugó cinco temporadas con dos equipos en la NFL y una temporada en la United States Football League en la posición de running back.

## Carrera

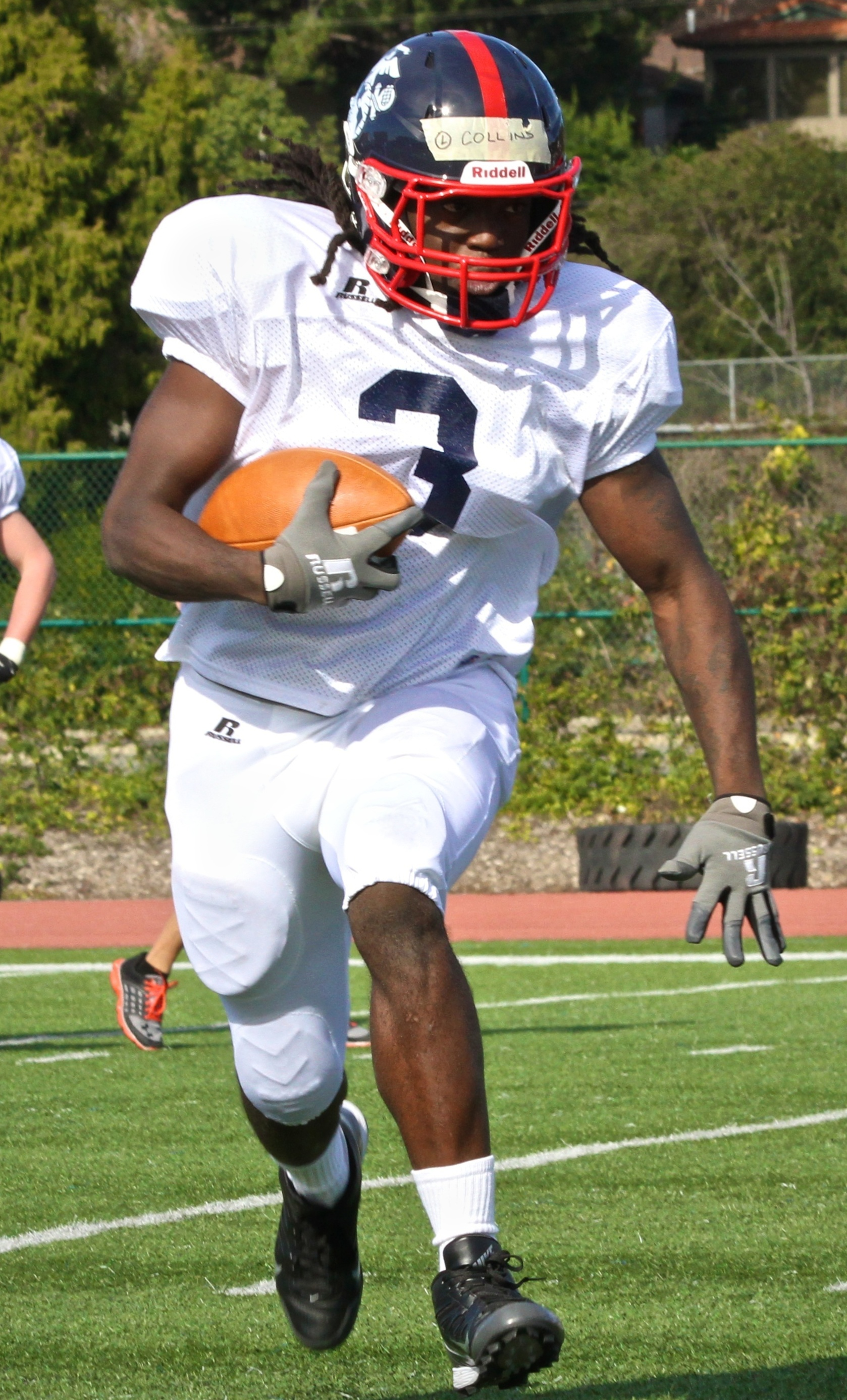
Collins en 2012.

### Inicios
A nivel se preparatoria practicó atletismo, lacrosse y baloncesto además de fútbol americano; donde en atletismo logró el título estatal en la prueba de relevo 4 x 100 metros y ganó el título de atleta masculino del año de Broward County en 2013. En fútbol americano ayudó a su colegio a llegar al playoff estatal en dos ocasiones, ganó el premio a jugador del año y fue seleccionado al Semper Fidelis All-American Bowl.

### Universidad
Al llegar a la universidad con los Arkansas Razorbacks decidió jugar fútbol americano, a pesar de su intención inicial de jugar para los Miami Hurricanes. Se convirtió en el primer novato de la Southeastern Conference en tener 300 yardas en sus primeros tres partidos, terminando la temporada con 1026 en 190 acarreos con cuatro touchdowns, con lo que ganó el premio a novato del año del SEC.
En su segunda temporada corrió para 1100 yardas y 12 touchdowns en 204 acarreos y ganó el Texas Bowl ante los Texas Longhorns. A pesar de estar lesionado al inicio de 2015 se convirtió en el tercer jugador de la Southeastern Conference en correr para más de 1000 yardas en sus tres primeras temporadas, logro que solo habían conseguido Herschel Walker y Darren McFadden.
En esa temporada consiguió 1577 yardas y 20 touchdowns, fue seleccionado al segundo equipo de la SEC y ganó el Liberty Bowl ante los Kansas State Wildcats por 45-23, donde corrió para 185 yardas y ganó el Premio JMV.
Su carrera universitaria terminó con la segunda marca histórica en yardas terrestres de los Arkansas Razorbacks con 3,703, solo detrás de Darren McFadden (4590).

### Profesional
El 10 de enero de 2016 Collins en una carta hacia los aficionados de Arkansas anunció que no jugaría su temporada de Sénior y pasaría directamente al NFL Draft de 2016. Estaba proyectado a ser la tercera selección global del Draft y estaba ubicado como el tercer mejor running back por CBSSports.com antes de las pruebas. Asistió al NFL Combine y completó casi todas las pruebas, pero falló en la tercera prueba por dolores de cabeza y su actuación fue catalogada como mediocre. El 16 de marzo de 2016 Collins optó por participar en el Arkansas' pro day junto a sus compañeros Hunter Henry, Brandon Allen, Jonathan Williams, Denver Kirkland, Mitchell Loewen, Sebastian Tretola, y otros cinco jugadores. El 12 de abril de 2016 fue reportado que Collins visitó a los Miami Dolphins antes del Draft. En ese lapso de tiempo, Collins fue proyectado a ser la tercera o cuarta selección global del Draft por parte de la mayoría de expertos y analistas de la NFL. Estaba ubicado entre los mejore cinco jugadores de su posición por Sports Illustrated y Pro Football Focus. Collins también estaba ubicado entre los mejores 10 jugadores de su posición por NFLDraftScout.com.
Las proyecciones terminaron estando algo alejadas de la realidad ya que fue seleccionado hasta la quinta ronda en la posición 171 global por los Seattle Seahawks, además de ser el 13.º running back seleccionado en el Draft y el tercero seleccionado por los Seahawks junto a C. J. Prosise (tercera ronda, 90 global) y Zac Brooks (séptima ronda, 247 global). Su campañero de equipo en Arkansas Jonathan Williams fue seleccionado antes por los Buffalo Bills en la quinta ronda en la posición 156 global. Al superar el corte en la pretemporada fue contratado por cuatro temporada y 2 200 000 $ más 184 000 $ en bonos.
Ante el retiro de Marshawn Lynch tuvo que competir junto a otros cinco jugadores en la posición de running back, quedando en el equipo ante las lesiones de Thomas Rawls y CJ Prosise.
Su debut sería ante Los Angeles Rams en la derrota por 3-9. En la siguiente semana tuvo dos recepciones y corrió para 12 yardas en la victoria ante los San Francisco 49ers por 37-18. En su primera temporada tuvo 31 acarreos para 125 yardas y un touchdown en 11 partidos, además de 11 recepciones para 84 yardas en temporada regular; y ocho acarreos para 27 yardas junto a tres recepciones para 28 yardas en los playoffs; donde fueron eliminados en la ronda divisional por los Atlanta Falcons.
En la siguiente temporada fue solicitado como jugador de cambio junto al cornerback Jeremy Lane, y en septiembre de 2017 fue puesto en waivers por los Seahawks.
En ese mismo mes sería contratado por los Baltimore Ravens junto a Jeremy Langford por la lesión de Kenneth Dixon durante los campos de entrenamiento, y sería un jugador regular tras la lesión de Danny Woodhead, teniendo su debut en la victoria por 24-10 ante los Cleveland Browns.
Tendría su primer partido como titular en la derrota por 9-26 ante los Pittsburgh Steelers donde acumuló 82 yardas. Impondría un récord personal de 18 acarreos para 113 yardas en la victoria por 40-0 ante los Miami Dolphins además de dos recepciones para 30 yardas, manteniendo la titularidad. Collins lideró a los Ravens en yardas terrestres con 973, y seis touchdowns.
En 2018 fue titular en los primeros 10 partidos de los Ravens donde consiguió 411 yardas y siete touchdowns, además de 15 recepciones para 105 yardas y un touchdown, pero se lesionaría el pie en diciembre y terminaría su temporada.
En marzo de 2019 sería liberado por los Ravens luego de que chocara su automóvil. En octubre de ese mismo año se declararía culpable de posesión de 10 gramos de marihuana y un revólver en su vehículo, por lo que fue sentenciado a 18 meses de libertad condicional y suspendido tres semanas por la NFL por violar las políticas de conducta personal.
En noviembre de 2020 regresaría a los Seattle Seahawks en el equipo de práctica, pero sería parte del equipo principal en tres partidos, anotando un touchdown ante Los Angeles Rams, y uno ante los San Francisco 49ers. Sería incluido en el roster principal en los playoffs ante los Rams.
Collins renovaría su contrato el 24 de febrero de 2021. En la temporada de 2021 Collins terminó con 108 acarreos para 411 yardas y dos touchdowns, junto a nueve recepciones para 87 yardas, siendo titular en seis partidos.
El 14 de enero de 2023 Collins firma con los Memphis Showboats de la United States Football League (USFL). El 29 de abril de 2023 ante los Houston Gamblers lanzó un pase de touchdown. Collins se lesionó el 4 de mayo.

## Muerte
Collins murió en un accidente de tráfico en Lauderdale Lakes, Florida, el 13 de agosto de 2023 cuando la motocicleta en la que viajaba chocó contra un SUV. Murió a los 28 años de edad.

## Estadísticas en NCAA
| Alex Collins | Alex Collins | Alex Collins | Alex Collins | Alex Collins | Alex Collins | Acarreos | Acarreos | Acarreos | Acarreos | Recepciones | Recepciones | Recepciones | Recepciones |
| Temporada    | Equipo       | Conferencia  | Año          | Pos          | J            | Att      | Yds      | Avg      | TD       | Rec         | Yds         | Avg         | TD          |
| ------------ | ------------ | ------------ | ------------ | ------------ | ------------ | -------- | -------- | -------- | -------- | ----------- | ----------- | ----------- | ----------- |
| 2013         | Arkansas     | SEC          | FR           | RB           | 12           | 190      | 1026     | 5.4      | 4        | 11          | 63          | 5.7         | 0           |
| 2014         | Arkansas     | SEC          | SO           | RB           | 13           | 204      | 1100     | 5.4      | 12       | 3           | 9           | 3.0         | 0           |
| 2015         | Arkansas     | SEC          | JR           | RB           | 13           | 271      | 1577     | 5.8      | 20       | 13          | 95          | 7.3         | 0           |
| Carrera      | Carrera      | Carrera      | Carrera      | Carrera      | 38           | 665      | 3703     | 5.6      | 36       | 27          | 167         | 6.2         | 0           |